# Порт-Клементс
Порт-Клементс (англ. Port Clements) — село в Канаді, у провінції Британська Колумбія, у складі регіонального округу Норт-Коаст.

## Населення
За даними перепису 2016 року, село нараховувало 282 особи, показавши скорочення на 25,4%, порівняно з 2011-м роком. Середня густина населення становила 21,6 осіб/км².
З офіційних мов обидвома одночасно володіли 15 жителів, тільки англійською — 270. Усього 20 осіб вважали рідною мовою не одну з офіційних, з них 5 — українську.
Працездатне населення становило 73,8% усього населення, рівень безробіття — 8,9%.
Середній дохід на особу становив $41 832 (медіана $33 216), при цьому для чоловіків — $54 717, а для жінок $28 935 (медіани — $40 832 та $22 464 відповідно).
24,2% мешканців мали закінчену шкільну освіту, не мали закінченої шкільної освіти — 25,8%, 48,4% мали післяшкільну освіту, з яких 26,7% мали диплом бакалавра, або вищий.
| Статево-вікова структура населення | Статево-вікова структура населення | Статево-вікова структура населення | Статево-вікова структура населення | Статево-вікова структура населення |
| ---------------------------------- | ---------------------------------- | ---------------------------------- | ---------------------------------- | ---------------------------------- |
|                                    |                                    |                                    |                                    |                                    |
| Всього                             | Всього                             | 51,8%48,2%                         |                                    |                                    |
| 0 — 14 років                       | 0 — 14 років                       |                                    | 10,7%                              | 10,7%                              |
| 15 — 64 років                      | 15 — 64 років                      |                                    | 66,1%                              | 66,1%                              |
| 65 і більше                        | 65 і більше                        |                                    | 23,2%                              | 23,2%                              |
| 85 і більше                        | 85 і більше                        |                                    | 3,6%                               | 3,6%                               |
| Середній вік (років)               | Середній вік (років)               | 48,646,8                           | 47,8                               | 47,8                               |
| Медіана (років)                    | Медіана (років)                    | 52,651,2                           | 52,2                               | 52,2                               |
| — чоловіки — жінки                 |                                    |                                    |                                    |                                    |

| Походження мешканців:     | Походження мешканців:     | Походження мешканців: | Походження мешканців: | Походження мешканців: |
| ------------------------- | ------------------------- | --------------------- | --------------------- | --------------------- |
| Походження                |                           |                       | осіб                  | %                     |
| Корінні американці        | Корінні американці        |                       | 65                    | 18.31%                |
| Інше північноамериканське | Інше північноамериканське |                       | 105                   | 29.58%                |
| Європейське               | Європейське               |                       | 265                   | 74.65%                |
| британське                | британське                |                       | 210                   | 59.15%                |
| французьке                | французьке                |                       | 20                    | 5.63%                 |
| українське                | українське                |                       | 35                    | 9.86%                 |
| Азійське                  | Азійське                  |                       | 20                    | 5.63%                 |

## Клімат
Село знаходиться у зоні, котра характеризується морським кліматом. Найтепліший місяць — липень із середньою температурою 13.9 °C (57 °F). Найхолодніший місяць — січень, із середньою температурою 0 °С (32 °F).
| Клімат Порт-Клементса   | Клімат Порт-Клементса | Клімат Порт-Клементса | Клімат Порт-Клементса | Клімат Порт-Клементса | Клімат Порт-Клементса | Клімат Порт-Клементса | Клімат Порт-Клементса | Клімат Порт-Клементса | Клімат Порт-Клементса | Клімат Порт-Клементса | Клімат Порт-Клементса | Клімат Порт-Клементса | Клімат Порт-Клементса |
| Показник                | Січ.                  | Лют.                  | Бер.                  | Квіт.                 | Трав.                 | Черв.                 | Лип.                  | Серп.                 | Вер.                  | Жовт.                 | Лист.                 | Груд.                 | Рік                   |
| Середній максимум, °C   | 2                     | 5                     | 6                     | 9                     | 12                    | 15                    | 17                    | 18                    | 16                    | 11                    | 7                     | 4                     | 10                    |
| Середня температура, °C | 0                     | 2                     | 3                     | 5                     | 8                     | 11                    | 14                    | 14                    | 12                    | 8                     | 4                     | 1                     | 6                     |
| Середній мінімум, °C    | −3                    | 0                     | 0                     | 1                     | 4                     | 7                     | 9                     | 10                    | 8                     | 4                     | 1                     | 0                     | 3                     |
| Норма опадів, мм        | 162                   | 105                   | 127                   | 102                   | 67                    | 65                    | 54                    | 74                    | 120                   | 203                   | 189                   | 205                   | 1472                  |
| ----------------------- | --------------------- | --------------------- | --------------------- | --------------------- | --------------------- | --------------------- | --------------------- | --------------------- | --------------------- | --------------------- | --------------------- | --------------------- | --------------------- |
| Джерело: Weatherbase    |                       |                       |                       |                       |                       |                       |                       |                       |                       |                       |                       |                       |                       |